# Татарское Кизеково
Татарское Кизеково — деревня в Алнашском районе Удмуртии, входит в Асановское сельское поселение. Находится в 6 км к югу от села Алнаши и в 92 км к юго-западу от Ижевска.
На 1 января 2008 года постоянного населения в деревне не было.

## История
До революции деревня Кизеково Татарское входила в состав Елабужского уезда Вятской губернии. В 1921 году, в связи с образованием Вотской автономной области, деревня передана в состав Можгинского уезда. В 1924 году при укрупнении сельсоветов Татарское Кизеково вошло в состав Асановского сельсовета Алнашской волости, но уже в следующем 1925 году при разукрупнении сельсоветов образован Кучеряновский сельсовет, в состав которого была передана деревня. В 1929 году упраздняется уездно-волостное административное деление и деревня причислена к Алнашскому району. В том же году в СССР начинается сплошная коллективизация, в процессе которой в деревне образована сельхозартель (колхоз) «Луговик».
- Киршин Петр Максимович (1881 г.р.) — кулак.
- Киршин Владимир Прокопьевич (1897 г.р.) — кулак.
- Киршина Татьяна (1858 г.р.) — член семьи кулака.
- Киршина Раисья (1891 г.р.) — член семьи кулака.
- Киршин Анатолий Петрович — член семьи кулака.
- Киршина Анна Петровна — член семьи кулака.
- Киршин Василий Петрович — член семьи кулака.
- Киршин Дмитрий Петрович — член семьи кулака.
- Киршина Зина Петровна — член семьи кулака.
- Киршина Ираида Владимировна (1919 г.р.) — член семьи кулака.
- Киршин Николай Владимирович (1922 г.р.) — член семьи кулака.
- Киршина Клавдия Петровна — член семьи кулака.
- Киршина Нина Петровна (1925 г.р.) — член семьи кулака.

В 1950 году проводится укрупнение сельхозартелей колхоз «Луговик» упразднён, несколько соседних колхозов объединены в один колхоз «имени Ленина». В 1964 году Кучеряновский сельсовет был переименован в Байтеряковский сельсовет, а через два года в 1966 году образован Асановский сельсовет и Татарское Кизеково перечислено к новому сельсовету.
16 ноября Асановский сельсовет был преобразован в муниципальное образование Асановское и наделён статусом сельского поселения.